# Geoff Allen
Geoffrey Barry Allen, detto Geoff (Newcastle-upon-Tyne, 10 novembre 1946), è un ex calciatore inglese, di ruolo centrocampista.

## Biografia
Suo nipote Elliot è stato a sua volta un calciatore professionista.

## Caratteristiche tecniche
Era un'ala sinistra.

## Carriera
Dopo aver giocato nelle giovanili del Newcastle Utd, club della sua città natale, ha esordito in prima squadra (e contestualmente anche tra i professionisti) nel corso della stagione 1964-1965 (anche se aveva firmato il suo primo contratto professionistico già nel 1963) quando, all'età di 18 anni, ha disputato 2 partite nella seconda divisione inglese (facendo il suo esordio in una vittoria casalinga per 2-1 contro il Norwich City), torneo vinto dalle Magpies. Dopo aver trascorso la stagione seguente senza presenze in incontri ufficiali con la prima squadra, nella stagione 1966-1967 è sceso in campo in 9 partite nella prima divisione inglese, senza mai segnare. Nella stagione seguente non è mai sceso in campo in incontri ufficiali con le Magpies, mentre nella stagione 1968-1969 con 2 presenze ha contribuito alla vittoria della Coppa delle Fiere: più precisamente, ha disputato da titolare entrambe le partite del primo turno contro gli olandesi del Feyenoord, rispettivamente vinta per 4-0 all'andata in casa e persa per 2-0 al ritorno nei Paesi Bassi; in particolare fu grande protagonista nella partita di andata, servendo a Jim Scott l'assist per il primo gol dei bianconeri (primo gol della partita ma anche della storia del club in una qualunque competizione europea), colpendo in seguito una traversa ed in generale mettendo in difficoltà per l'intera partita il suo marcatore diretto Van den Haide. In aggiunta, nel corso di questa stessa stagione gioca ulteriori 11 partite nella prima divisione inglese, segnando anche la sua prima (ed unica) rete in carriera in questa categoria, sbloccando il punteggio nella partita casalinga pareggiata poi per 2-2 contro i londinesi del Tottenham il 28 settembre 1968. In questa stagione, ormai ventiduenne, stava imponendosi nella formazione titolare del Newcastle (era infatti sceso in campo da titolare in 10 delle prime 13 partite della stagione), ma l'8 ottobre 1968, nella vittoria per 4-2 sul campo del Nottingham Forest, subisce un gravissimo infortunio che di fatto pone fine alla sua carriera ad alto livello: in un primo momento ha infatti provato a continuare a giocare, scendendo in effetti anche in campo nella trentanovesima partita di campionato, vinta per 3-2 in casa contro lo Sheffield Weds, che si rivela comunque essere la sua ultima in carriera (anche se teoricamente il suo ritiro effettivo avviene solamente un anno più tardi, essendo ancora sotto contratto con le Magpies per la stagione 1969-1970).
In carriera ha totalizzato complessivamente 26 presenze ed una rete tra i professionisti (ovviamente tutte con la maglia del Newcastle, suo unico club in carriera).

## Palmarès

### Club

#### Competizioni nazionali
- Campionato inglese di seconda divisione: 1

Newcastle: 1964-1965

#### Competizioni internazionali
- Coppa delle Fiere: 1

Newcastle: 1968-1969